# Liste von Bergwerken in Dortmund

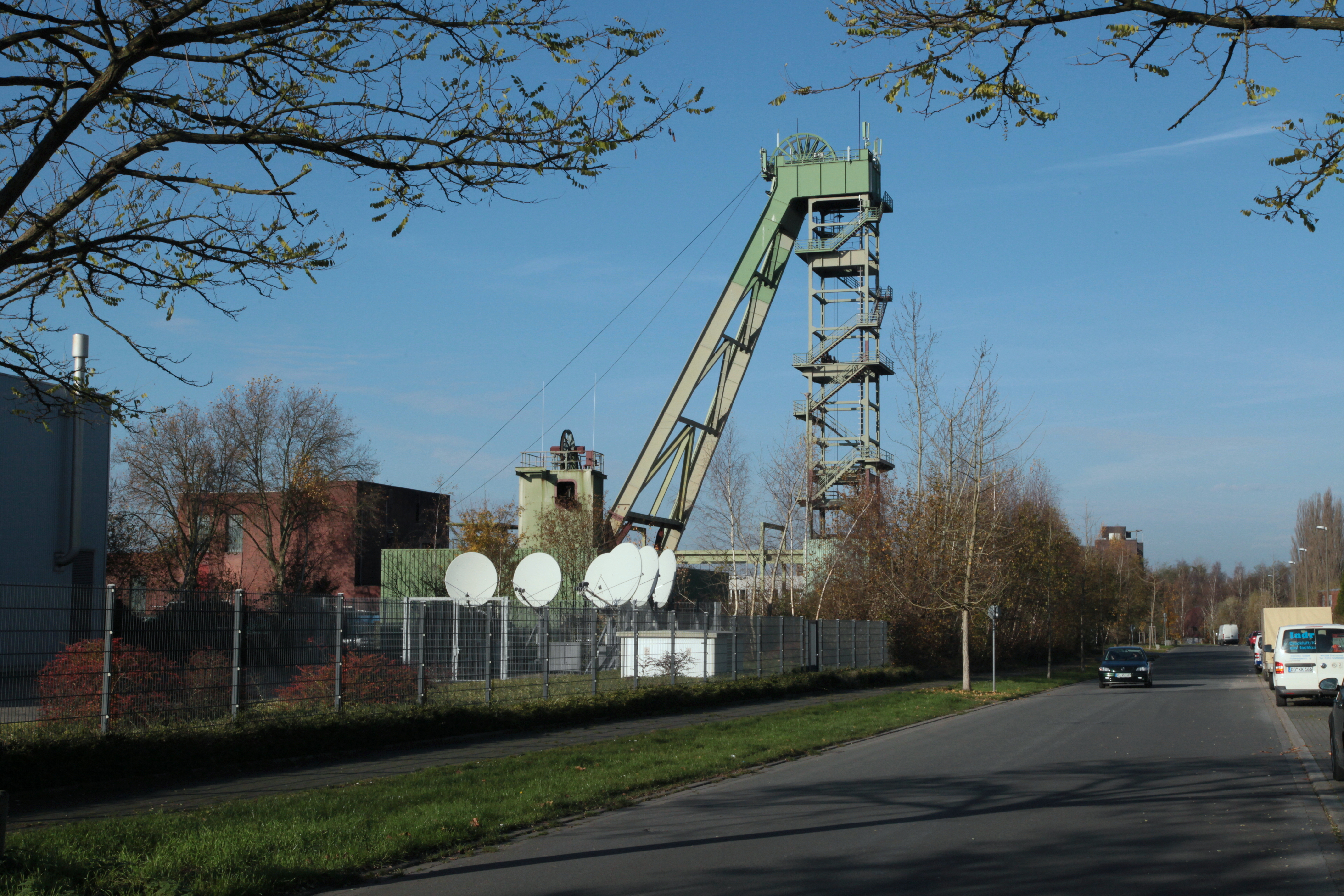
Zeche Hansa Schacht 2/3, 2014

Die Liste von Bergwerken in Dortmund umfasst die stillgelegten Bergwerke in Dortmund. Sie zählen zum Rheinisch-Westfälischen Kohlenrevier.

## Geschichte
Urkundlich erwähnt wurde der Bergbau in Dortmund erstmals 1296. Er endete 1987 mit der Schließung der Zeche Minister Stein in Dortmund-Eving.

## Liste
Die Zeitpunkte bedeuten ggf. auch den Verleih der Rechte, Beginn der Teufe, bzw. Verfüllung und Abriss bis zur endgültigen Schließung. Ggf. standen die Anlagen auch zwischenzeitlich still. 
| Name                                                   | Stadt und Ortsteil           | Beginn | Ende            | Anmerkungen |
| ------------------------------------------------------ | ---------------------------- | ------ | --------------- | --- |
| Adele                                                  | Schüren                      | 1854   | 1877            | |
| Alte Weib                                              | Brünninghausen               | 1754   | 1820            | |
| Admiral                                                | Wellinghofen                 | 1910   | 1925            | |
| Adolf von Hansemann                                    | Mengede                      | 1873   | 1967            | |
| Am Busch                                               | Innenstadt                   | 1768   |                 | |
| Am Schwaben                                            | Innenstadt                   | 1782   | 1875            | |
| Argus                                                  | Löttringhausen               | 1850   | 1877            | |
| Baroper Steinkohlenbergwerke                           | Barop                        |        |                 | |
| Bickefeld                                              | Hörde                        | 1734   | 1802            | |
| Bickefeld & Verlohrne Holz                             | Hörde                        | 1802   | 1831            | |
| Blumenthal                                             | Berghofen                    | 1754   | 1899            | |
| Vereinigte Borussia                                    | Kley                         | 1856   | 1911            | |
| Brautkammer                                            | Stadtmitte                   | 1677   | 1815            | |
| Buntebank                                              | Hombruch                     | 1734   | 1845            | |
| Bunte Kuh                                              | Schüren                      | 1763   | 1772            | Nachfolgebetrieb Eleonore                                                                                             |
| Christian                                              | Aplerbeck                    | 1765   | 1833            | |
| Christine                                              | Hacheney                     | 1754   | 1840            | Wurde mit Zeche Schöndelle zur Zeche Christine & Schöndelle zusammengelegt                                            |
| Christine & Jungfer                                    | Hacheney                     | 1754   | 1840            | Wurde mit Zeche Schöndelle zur Zeche Christine & Schöndelle zusammengelegt                                            |
| Christine & Schöndelle                                 | Hacheney                     | 1840   | 1841            | Ging in Zeche Crone auf                                                                                               |
| Clarenberg                                             | Hörde                        | 1750   | 1859            | |
| Charlottenburg                                         | Aplerbeck                    | 1776   | 1811            | Konsolidation zu Vereinigte Schürbank & Charlottenburg                                                                |
| Crone                                                  | Hacheney                     | 1841   | 1908            | aufgegangen in Zeche Glückaufsegen                                                                                    |
| Diedrich                                               | Berghofen                    | 1838   | 1847            | |
| Dorstfeld                                              | Dorstfeld                    | 1849   | 1963            | |
| Elisabeth                                              | Berghofen                    | 1731   | 1855            | |
| Elisabeth Erbstollen                                   | Benninghofen                 | 1854   | 1859            | |
| Feldbank                                               | Berghofen                    | 1758   | 1902            | |
| Felicitas                                              | Hörde-Hacheney               | 1746   | 1850            | |
| Forelle                                                | Brünninghausen               | 1742   | 1820            | |
| Vereinigte Forelle & Alteweib                          | Brünninghausen               | 1820   | 1876            | |
| Freiberg                                               | Sölde                        | 1856   | 1912            | |
| Freie Vogel & Unverhofft                               | Schüren                      | 1829   | 1912            | |
| Freudenberg                                            | Schüren                      | 1754   | 1826            | |
| Zeche Friedrich Wilhelm                                | Innenstadt-West              | 1815   | 1903            | |
| Vereinigte Fündling & Dahlacker                        | Hörde                        | 1822   | 1843            | |
| Fürst Hardenberg                                       | Lindenhorst                  | 1855   | 1960            | danach nur noch Übertagebetrieb als Zentralwerkstatt, Untertagebetrieb weitergeführt von Zeche Minister Stein (Eving) |
| Germania                                               | Marten                       | 1855   | 1971            | Fördergerüst heute beim Deutschen Bergbaumuseum in Bochum                                                             |
| Glückauf                                               | Brünninghausen               | 1752   | 1891            | Nachfolgenutzung durch Zeche Glückauf-Tiefbau                                                                         |
| Glückauf Erbstollen                                    | Brünninghausen               | 1752   | 1850            | Nachfolgenutzung durch Zeche Glückauf                                                                                 |
| Glückauf-Tiefbau                                       | Hombruch                     | 1752   | 1925            | |
| Glückaufsegen                                          | Wellinghofen, Brünninghausen | 1837   | 1926            | |
| Gneisenau                                              | Derne                        | 1873   | 1985            | Letzter erhaltener Tomson-Bock                                                                                        |
| Gottessegen                                            | Löttringhausen, Kirchhörde   | 1743   | 1963            | |
| Goyenfeld                                              | Hacheney                     | 1742   |                 | Ging in Zeche Crone auf                                                                                               |
| Graf Wittekind                                         | Syburg                       | 1868   | 1900            | Nachnutzung als Besucherbergwerk                                                                                      |
| Gustav                                                 | Oestrich                     | 1930   | 1963            | wurde als Großschachtanlage der Zeche Adolf von Hansemann erbaut                                                      |
| Gute Hoffnung III                                      | Löttringhausen               | 1954   | 1965            | |
| Gute Hoffnung VI                                       | Löttringhausen               | 1955   | 1965            | vorher als Zeche Wilhelm III                                                                                          |
| Güldene Sonne                                          | Löttringhausen               | 1835   | 1876            | |
| Hansa                                                  | Huckarde                     | 1855   | 1980            | ab 1975 Umbau zur Hydrogrube (Forschungsvorhaben „Hydromechanische Kohlengewinnung“)                                  |
| Heinrichsfeld                                          | Löttringhausen               | 1784   | 1860            | |
| Hellenbank                                             | Schüren                      | 1736   | 1844            | |
| Vereinigte Henriette                                   | Barop                        | 1831   | 1881            | Zusammengefasst zu Baroper Steinkohlenbergwerke                                                                       |
| Himmelfahrt                                            | Aplerbeck                    | 1779   | 1830            | auch genannt Zeche Himmelfarth                                                                                        |
| Vereinigte Himmelfahrt & St. Martin Nr. 4              | Berghofen                    | 1782   | 1833            | auch genannt Zeche Vereinigte St. Martin Nr. 4 & Himmelfahrt                                                          |
| Hohensyburg                                            | Syburg                       | 1582   | 1900            | Besucherbergwerk |
| Holstein                                               | Asseln                       | 1874   | 1928            | |
| Holthausen                                             | Holthausen                   | 1898   | 1904 (?)        | Kleinzeche |
| Hummelbank                                             | Eichlinghofen                | 1864   | 1882            | |
| Hummelbank                                             | Eichlinghofen                | 1864   | 1882            | |
| Jacke                                                  | Renninghausen                | 1788   | 1876            | |
| Joest’s Erbstollen                                     | Kirchhörde                   | 1851   | 1866            | |
| Johannes Erbstollen                                    | Kruckel                      | 1756   | 1875            | Ging in Zeche Vereinigte Wiendahlsbank auf                                                                            |
| Justus                                                 | Kley                         | 1956   | 1967            | Kleinzeche |
| Kaiserstuhl                                            | Innenstadt-Nord              | 1853   | 1966            | |
| Kirschbaum                                             | Wellinghofen                 | 1754   | 1841            | Ging in Zeche Crone auf                                                                                               |
| Knappeule                                              | Berghofen                    | 1737   | 1851            | Berechtsame wurde gelöscht                                                                                            |
| Kurl                                                   | Kurl                         | 1856   | 1931            | |
| Landwehr                                               | Hörde                        | 1767   | 1854            | |
| Landwehr & Mühlenberg                                  | Hörde                        | 1854   | 1897            | |
| Löbbeckenbusch                                         | Emschertal                   | 1769   | 1856            | |
| Louise Tiefbau                                         | ?                            |        |                 | |
| Magdeburg                                              | Aplerbeck                    | 1839   | 1900            | |
| Margaretha                                             | Aplerbeck                    | 1754   | 1902            | |
| Vereinigte Margarethe                                  | Aplerbeck                    | 1902   | 1926            | |
| Marienberger Erbstollen                                | Wellinghofen                 | 1765   | 1842            | |
| Mathiasfeld, Pauline Jung III, Elisabeth und Eisenfeld | Berghofen                    | 1850   | 1859            | |
| Minister Stein                                         | Eving                        | 1856   | 1987            | letzte fördernde Dortmunder Zeche. Ham                                                                                |
| Mißgunst                                               | Sölderholz                   | 1744   | 1848            | |
| Mit Gott gewagt                                        | Kruckel                      | 1754   | 1810            | |
| Mühlenberg                                             | Hörde-Schüren                | 1787   | 1855            | |
| Neue Hoffnung                                          | Sölderholz                   | 1767   | 1854            | |
| Neu-Iserlohn                                           | Lütgendortmund               | 1863   |                 | |
| Nikolaus I                                             | ?                            |        |                 | |
| Niederhofen I-V                                        | Wellinghofen, Hörde          |        | 1917            | aufgegangen in Zeche Admiral                                                                                          |
| Oespel                                                 | Oespel, Kley                 | 1856   | 1962            | |
| Planetenfeld                                           | Dortmund-Dorstfeld-Oespel    | 1854   | 1886            | |
| Preußisch Adler                                        | Kruckel                      | 1768   | 1873            | |
| Ruhfuß                                                 | Niederhofen                  | 1851   | 1862            | Abbau von Steinkohle und Kohleneisenstein                                                                             |
| Schleifmühle                                           | Syburg                       | 1740   | 1860            | |
| Schleswig                                              | Neuasseln                    | 1855   | 1925            | |
| Schöndelle                                             | Hacheney                     | 1754   | 1840            | Wurde mit Zeche Christine & Jungfer zur Zeche Christine & Schöndelle zusammengelegt                                   |
| Schüren                                                | Schüren                      |        |                 | siehe Zeche Freie Vogel & Unverhofft                                                                                  |
| Schürbank                                              | Aplerbeck                    |        |                 | |
| Siebenplaneten Erbstolln                               | Kley                         | 1733   | 1857            | konsolidiert zu Siebenplaneten                                                                                        |
| St. Martin                                             | ?                            |        |                 | |
| Sankt Moritz                                           | Hacheney                     | 1760   | 1847            | |
| Sommerberg                                             | Schüren                      | 1732   | 1754            | |
| Sonnenblick                                            | Emschertal                   | 1772   | 1813            | |
| Sophia                                                 | Wichlinghofen                | 1740   | 1806            | |
| Storksbank                                             | Kirchhörde                   | 1742   | 1897            | |
| Sümpfgen                                               | Mitte                        | 1721   | 1835            | Entstanden aus Zeche Im Brunnenpfade                                                                                  |
| Syburg                                                 | Syburg                       | 1834   | 1859            | 1733 auch als Syburgsches Kohlenbergwerck bekannt                                                                     |
| Tremonia                                               | Innenstadt-West              | 1861   | 1931            | Von 1942 bis 1996 wurde der untertägige Bereich als Versuchsgrube genutzt.                                            |
| Trompette                                              | Hörde                        | 1734   | 19. Jahrhundert | |
| Vereinigte Bickefeld Tiefbau                           | Hörde                        | 1830   | 1904            | |
| Vereinigte Carlsglück                                  | Dorstfeld                    | 1855   | 1885            | |
| Vereinigte Carlsglück & Planetenfeld                   | Dorstfeld                    | 1885   | 1889            | |
| Vereinigte Himmelfarth & St. Martin                    | ?                            |        |                 | |
| Vereinigtes Hörder Kohlenwerk                          | Asseln, Neuasseln            | 1859   | 1928            | Zechenverbund |
| Vereinigte Louise                                      | Syburg                       | 1827   | 1869            | |
| Vereinigte Norm                                        | Wickede                      | 1847   | 1909            | |
| Vereinigte Schürbank & Charlottenburg                  | Aplerbeck                    | 1827   | 1925            | |
| Venus                                                  | Kirchhörde                   | 1840   | 1897            | |
| Waldborn                                               | Hacheney                     | 1742   |                 | Ging in Zeche Crone auf                                                                                               |
| Wesselbank                                             | Bittermark                   |        |                 | |
| Vereinigte Westphalia                                  | Innenstadt-Nord              | 1853   | 1895            | |
| Westhausen                                             | Bodelschwingh                | 1872   |                 | |
| Wiendahlsbank                                          | Kruckel                      | 1768   | 1850            | |
| Vereinigte Wiendahlsbank                               | Kruckel                      | 1856   | 1925            | |
| Wiendahlsnebenbank                                     | Kruckel-Kirchhörde           | 1783   | 1855            | |
| Wilhelmine                                             | Kirchhörde                   | 1770   | 1897            | |
| Wittwe                                                 | Barop                        | 1738   | 1859            | |
| Vereinigte Wittwe & Barop                              | Barop                        | 1859   | 1890            | |
| Zellerfeld                                             | Hombruch                     | 1730   | 1848            | |
| Zollern                                                | Bövinghausen                 | 1898   | 1966            | Heute Sitz des Westfälischen Industriemuseums                                                                         |